# Iteuil

Iteuil este o comună în departamentul Vienne, Franța. În 2009 avea o populație de 2,839 de locuitori.